# Aleksandr Samsonov (nuotatore)
Aleksandr Vasil'evič Samsonov (in russo Александр Васильевич Самсонов?; Mosca, 16 luglio 1953) è un ex nuotatore sovietico, dal 1992 russo.

## Carriera
Fortemente specializzato nello stile libero, si è laureto campione continentale sulla distanza dei 400m ai campionati di Vienna 1974.

## Palmares

### Competizioni internazionali
- Giochi olimpici

Monaco di Baviera 1972: bronzo nella 4x200m stile libero.
- Mondiali

Belgrado 1973: argento nella 4x100m sl.
- Europei

Barcellona 1970: argento nella 4x200m sl.
Vienna 1974: oro nei 400m sl, argento nella 4x200m e 4x100m sl e bronzo nei 200m sl.